# Прётен-Иньи
Прёте́н-Иньи́ (фр. Preutin-Higny) — коммуна во французском департаменте Мёрт и Мозель, региона Лотарингия. Относится к кантону Одюн-ле-Роман.

## География
Прётен-Иньи расположен в 38 км к северо-западу от Меца. Соседние коммуны: Мерси-ле-О на северо-востоке, Мюрвиль на востоке, Ландр на юге, Домпри и Авиллер на юго-востоке, Ксиври-Сиркур на северо-западе.

## История
Коммуна была образована в 1810 году из коммун Прётен и Иньи, расположенных друг от друга на расстоянии около 1 км.

## Демография
Население коммуны на 2010 год составляло 147 человек.
| 1962 | 1968 | 1975 | 1982 | 1990 | 1999 | 2010 |
| ---- | ---- | ---- | ---- | ---- | ---- | ---- |
| 174  | 171  | 121  | 101  | 125  | 132  | 147  |

## Галерея

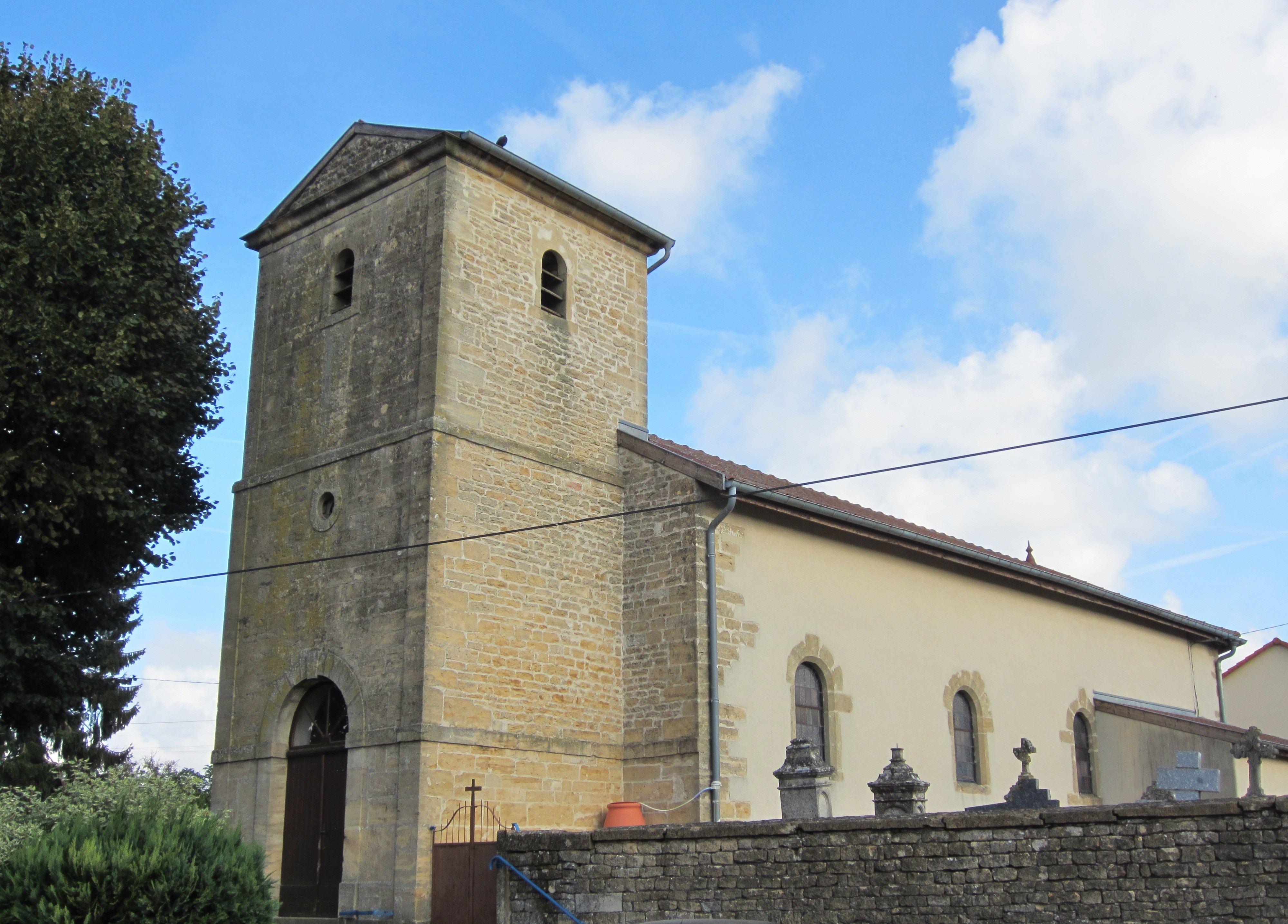
Церковь Сен-Горгон в Иньи.
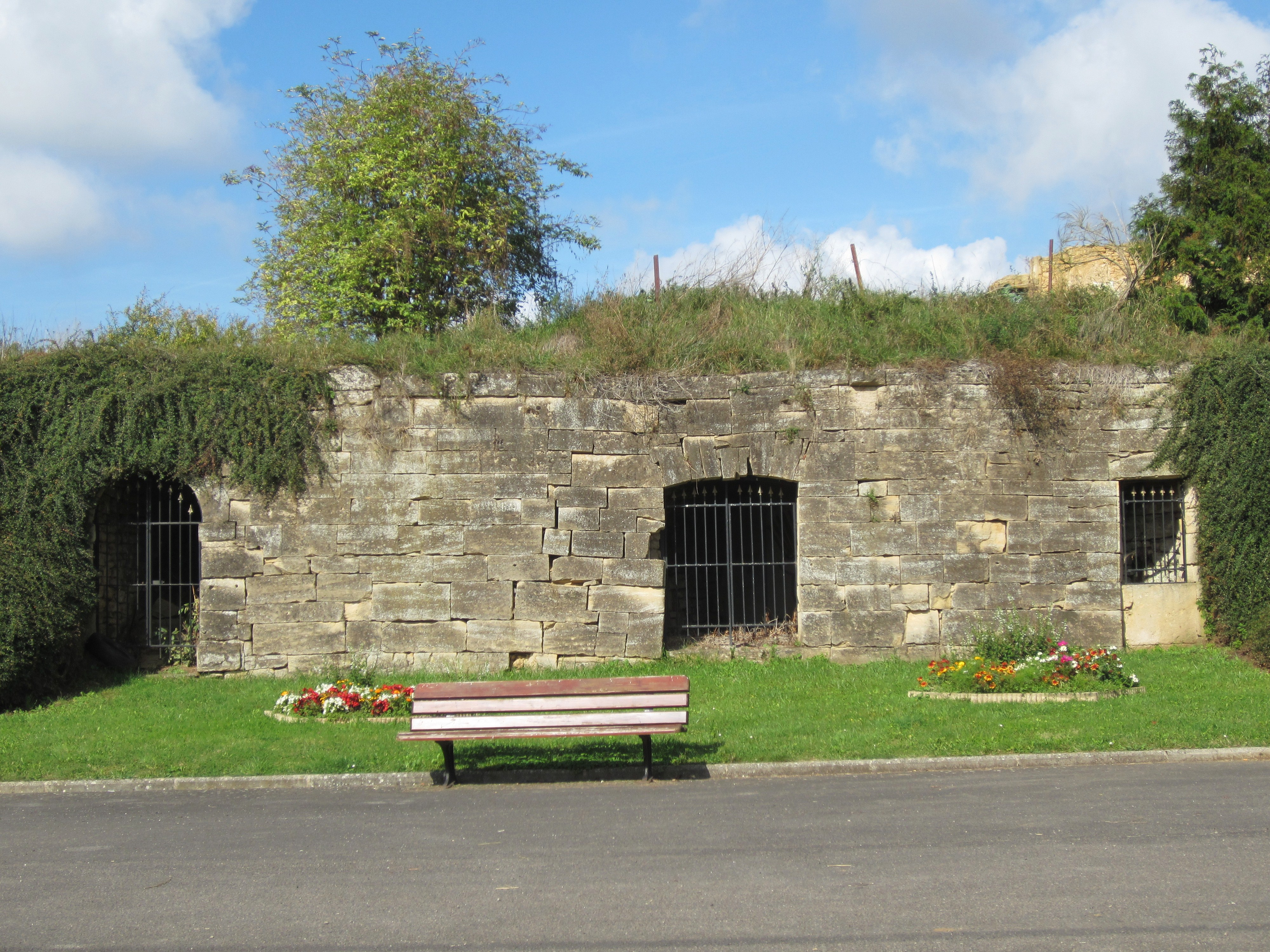
Подземный замок Прётен.